# IC 5323
 IC 5323 ist eine  linsenförmige Galaxie vom Hubble-Typ SB0-a im Sternbild Tukan am Südsternhimmel. Sie ist schätzungsweise 172 Millionen Lichtjahre von der Milchstraße entfernt.
Das Objekt wurde am 29. August 1900 vom US-amerikanischen Astronomen DeLisle Stewart entdeckt.